# You're Welcome (álbum)
You're Welcome es el séptimo álbum de estudio de la banda estadounidense A Day to Remember. Fue lanzado el 5 de marzo de 2021 y es el primer lanzamiento de la banda bajo el sello principal Fueled by Ramen después de pasar seis años como banda independiente (con la ayuda de Epitaph Records para la distribución de Bad Vibrations) después de dejar y el eventual demanda contra el ex sello Victory Records. También es el último álbum que presenta al bajista fundador Josh Woodard antes de su salida en octubre de 2021.
El álbum también fue el primer lanzamiento nuevo de la banda en 5 años, marcando la brecha más larga entre dos álbumes en toda su carrera. El álbum fue producido por Colin Brittain. Fue precedido por cinco sencillos: "Degenerates", "Resentment", "Mindreader", "Brick Wall" y "Everything We Need".

## Lanzamiento y promoción
El 14 de junio de 2019, el productor de EDM Marshmello lanzó una pista de colaboración con la banda titulada "Rescue Me", que marca el primer lanzamiento nuevo de A Day to Remember en tres años. El 20 de agosto, la banda lanzó el primer sencillo "Degenerates" junto con el anuncio del álbum, así como la firma de la banda con Fueled by Ramen. Finalmente se anunció que el álbum se lanzaría el 15 de noviembre de 2019. It was eventually announced that the album would be released on November 15, 2019.
El 8 de noviembre, durante un show en House of Vans en Londres, se anunció que el álbum se había retrasado hasta principios de 2020. El guitarrista de la banda Kevin Skaff explicó más tarde que se debía a que la mezcla y el arte del álbum no se habían completado. Una semana después de la fecha de lanzamiento original del álbum, la banda lanzó el sencillo "Resentment". El 15 de abril de 2020, la banda lanzó "Mindreader" junto con un video musical animado. El 18 de noviembre, un año después de la fecha de lanzamiento original del álbum, la banda lanzó "Brick Wall", además de revelar el arte del álbum, la lista de canciones y la fecha de lanzamiento del álbum.

## Lista de canciones
| N.º | Título                              | Duración |  |
| 1.  | «Brick Wall»                        | 3:30     |  |
| 2.  | «Mindreader»                        | 2:53     |  |
| 3.  | «Bloodsucker»                       | 3:10     |  |
| 4.  | «Last Chance to Dance (Bad Friend)» | 3:05     |  |
| 5.  | «F.Y.M.»                            | 2:59     |  |
| 6.  | «High Diving»                       | 3:27     |  |
| 7.  | «Resentment»                        | 3:47     |  |
| 8.  | «Looks Like Hell»                   | 3:39     |  |
| 9.  | «Viva La Mexico»                    | 3:37     |  |
| 10. | «Only Money»                        | 3:30     |  |
| 11. | «Degenerates»                       | 3:04     |  |
| 12. | «Permanent»                         | 3:42     |  |
| 13. | «Re-Entry»                          | 2:53     |  |
| 14. | «Everything We Need»                | 3:05     |  |

## Posicionamiento en lista
| Gráfico (2021)                          | Pico de posición |
| --------------------------------------- | ---------------- |
| Australia (ARIA)                        | 9                |
| Austria (Ö3 Austria)                    | 12               |
| Bélgica (Ultratop Flandes)              | 166              |
| Alemania (Offizielle Top 100)           | 7                |
| Escocia (Scottish Albums Chart)         | 19               |
| Suiza (Schweizer Hitparade)             | 87               |
| Reino Unido (UK Albums Chart)           | 36               |
| Reino Unido (UK Rock & Metal Albums)    | 3                |
| Estados Unidos (Billboard 200)          | 15               |
| Estados Unidos (Top Alternative Albums) | 3                |
| Estados Unidos (Top Hard Rock Albums)   | 2                |
| Estados Unidos (Top Rock Albums)        | 3                |

|